# Stiplčez
Stiplčez (en. Steeplechase) je termin koji se prvenstveno koristi u konjičkom sportu, a odnosi se na konjske trke sa preponama i vodenim jarcima
Po ovoj trci nazvana je i atletska Trka na 3.000 metara sa preprekama za muškarce, a od 2008. i za žene.

## Stiplčez u konjičkom sportu
Stiplčez u konjičkom sportu je preponska galoperska trka na stazi dužine 3200—7200. m sa čvrstim preprekama.
Nastao je u Irskoj u 18. veku. Naziv Stiplčez nastao je od engleskih reči steeple - zvonik i chase - potera, jer se u početku trčalo od crkve (crkvenog zvonika) do crkve. Većina ranijih stiplčez trka odvijala se na prirodnim terenima, a ne na uređenim stazama i više su ličile na današnji kros-kantri u Engleskoj.
Najpoznatija trka u stiplčezu, Grand National (Velika nacionalna), održava se na liverpulskom hipodromu Aintree, svake godine krajem marta ili početkom aprila. Prvu trku organizovao je 1839. Vilijam Lin iz Liverpula, a od 1847. ustalio se naziv Grand National. Grand National je izuzetno teška i opasna trka, staza u obliku nepravilnog trougla duga je 7.200 m, sa 30 prepreka, od kojih su najopasnije Becher i Valentin. Padovi i odustajanja su toliko česti, da brojni konji (i jahači) ne stignu do cilja.

## Stiplčez u atletici
Prvu stplčez atletsku trku organizovali su studenti Univerziteta Oxford 1850. godine. Kao olimpijska disciplina prvi put je trčana na  Olimpijskim igrama u Parizu 1900, a od Olimpijade 1920. je standardizovana na 3.000 m (oko 7,5 krugova na stazi od 400 m), tako da takmičari moraju da preskoče 28 suvih prepreka i 7 prepreka sa vodenim jarcima. Prepreke su visoke 91.4 cm, a jedna od njih ima prečku na vrhu širine 12,7 cm, odmah iza nje dolazi vodeni jarak, dug 3,66 m.

## Spoljašnje veze
- U susret OI u Riju: 3.000 m stiplčez(српскохрватски)